# Kole Čašule

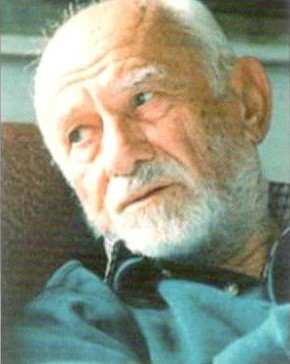
Kole Čašule

Kole Čašule (mazedonisch Коле Чашуле; * 2. März 1921 in Prilep; † 22. September 2009 in Skopje) war ein jugoslawischer bzw. mazedonischer Schriftsteller, Politiker und Diplomat.

## Leben
Er besuchte die Gymnasien in Prilep und Bitola und begann in Belgrad ein Studium der Medizin, das er abbrach, als der Zweite Weltkrieg 1941 Jugoslawien erreichte. Er trat der Kommunistischen Partei Jugoslawiens bei, wurde nach seiner Beteiligung an einem Anschlag auf eine Polizeistation verhaftet und später von Partisanen befreit. Seit den 1940er Jahren schrieb er Theaterstücke, Romane und Kurzgeschichten. Er war Direktor von Radio Skopje (1946–1947), Direktor des Bereichs Schauspiel am Mazedonischen Nationaltheater (1947–1950), Direktor der Filmgesellschaft Vardar-Film und Herausgeber mehrerer Zeitschriften; 1956 wurde er mazedonischer Kulturminister. Seine Tätigkeit als Diplomat umfasste unter anderem die Entsendung als jugoslawischer Botschafter nach Bolivien (1962–1965), Brasilien und Peru.
Er war Ehrenmitglied der Mazedonischen Akademie der Wissenschaften und Künste und erhielt zahlreiche Auszeichnungen.

## Werke

### Dramen
- Eden Večer (Ein Abend), 1948

### Romane
- Prostum (Vergebung), 1970

### Ausgaben
- Odbrani dela (Ausgewählte Werke), 8 Bände, 1977–1978